# CF Monterrey
Club de Fútbol Monterrey, kortweg CF Monterrey, is een Mexicaanse voetbalclub uit Monterrey. De club is opgericht in 1945 en speelt in de Primera División de México. Thuisstadion was tot 2015 het stadion van de universiteit ITESM, het Estadio Tecnológico, dat 33.485 plaatsen telt. Sinds 2 augustus 2015 speelt Monterrey in het Estadio BBVA Bancomer in Guadalupe met een capaciteit van 53.500. De club won vijf CONCACAF Champions Cup / CONCACAF Champions League-titels en verloor nog nooit een gespeelde finale van dit toernooi.
Aartsrivaal van CF Monterrey is stadsgenoot Tigres UANL en wedstrijden tussen de twee clubs staan bekend als "El Clásico Regiomontano". In 2019 won Monterrey de CONCACAF Champions League-finale van Tigres.

## Erelijst
Nationaal
- Primera División / Liga MX

1986, Clausura 2003, Apertura 2009, Apertura 2010, Apertura 2019
- Segunda División

1956, 1960
- Segunda División Supercopa

1956
- Copa México / Copa MX

1992, Apertura 2017, 2019–20
- InterLiga

2010
Internationaal
- CONCACAF Cup Winners Cup

1993
- CONCACAF Champions League

2011, 2012, 2013, 2019, 2021

## Spelerskern[1]
| Nr.         | Naam               |
| ----------- | ------------------ |
| Doel        |                    |
| 24          | Édson Reséndez     |
| 22          | Luis Cárdenas      |
| Verdediging |                    |
| 3           | César Montes       |
| 4           | Nicolás Sánchez    |
| 6           | Edson Gutiérrez    |
| 20          | Sebastián Vegas    |
| 33          | Stefan Medina      |
| Middenveld  |                    |
| 5           | Matías Kranevitter |
| 14          | Arturo González    |
| 16          | Celso Ortíz        |
| 17          | Jesús Gallardo     |
| 29          | Carlos Rodríguez   |
| 32          | Maximiliano Meza   |
| Aanval      |                    |
| 7           | Rogelio Funes Mori |
| 8           | Dorlan Pabón       |
| 9           | Vincent Janssen    |
| 10          | Ake Loba           |
| 19          | Héctor Moreno      |

## Bekende (oud-)spelers
- Jesús Arellano
- Joel Campbell
- Guillermo Franco
- Fabián Guevara
- Carlos Hermosillo
- Ramón Morales
- Humberto Suazo
- Jared Borgetti
- Eusébio da Silva Ferreira
- Juan Arango
- Antonio de Nigris
- Hugo Rodallega
- Jesús Manuel Corona
- Vincent Janssen
- Sergio Canales
- Sergio Ramos

## Bekende trainers
- Benito Floro
- Miguel Mejía Baron
- Daniel Passarella
- Ricardo La Volpe